# Jordi Bartolomé Fernández
Jordi Bartolomé Fernández   (Santa Coloma de Cervelló) és un polític català.
Va estudiar per a enginyer tècnic aeronàutic a la Universitat Pompeu Fabra i després va fer un màster en formació del professorat d'ESO i Batxillerat. Abans d'entrar en política, treballava en el departament d'operativa per a una empresa del sector aeri.
Des del 2021, és l'alcalde de Santa Coloma de Cervelló. Quan va accedir al càrrec, era el portaveu de la plataforma Col·laborem (de què forma part Esquerra Republicana), el primer tinent d'alcaldia i el regidor de Cultura, Joventut i Convivència i Seguretat del municipi en qüestió. També va passar a ser regidor de Bon Govern, Participació i atenció ciutadana, Economia i Hisenda i Joventut. Durant el mandat, ha destacat per promulgar polítiques orientades al jovent.
Originalment veí de Cesalpina, avui viu al barri antic de Santa Coloma.